# Deep Purple 25 Years Anniversary World Tour

## Датуми концерата

### Северна Америка
- Сједињене Америчке Државе 27 07 1993, Broom County, Binghamton - отказан
- Сједињене Америчке Државе 28 07 1993, Performance Arts Center, Saratoga - отказан
- Сједињене Америчке Државе 30 07 1993, Darien Lake, Darien Lake - отказан
- Сједињене Америчке Државе 31 07 1993, Starlake, Pittsburgh - отказан
- Канада 01 08 1993, Kingswood, Toronto - отказан
- Канада 03 08 1993, Le Colisee, Quebec City - отказан
- Канада 04 08 1993, Forum, Montreal - отказан
- Сједињене Америчке Државе 07 08 1993, Jones Beach, Long Island - отказан
- Сједињене Америчке Државе 08 08 1993, Thames Center, Groton - отказан
- Сједињене Америчке Државе 10 08 1993, Great Woods, Mansfield - отказан
- Сједињене Америчке Државе 11 08 1993, Fairgrounds, Allentown - отказан
- Сједињене Америчке Државе 13 08 1993, Garden State, Homdel - отказан
- Сједињене Америчке Државе 14 08 1993, Mann Center, Philadelphia - отказан
- Сједињене Америчке Државе 15 08 1993, Marriweather, Washington - отказан
- Сједињене Америчке Државе 17 08 1993, Walnut Creek, Raleigh - отказан
- Сједињене Америчке Државе 18 08 1993, Carowinds, Charlotte - отказан
- Сједињене Америчке Државе 20 08 1993, Riverbend, Cincinatti - отказан
- Сједињене Америчке Државе 21 08 1993, Alpine Valley, Troy - отказан
- Сједињене Америчке Државе 22 08 1993, Poplar Creek, Hoffman Estates - отказан
- Сједињене Америчке Државе 24 08 1993, Blossom, Cuyahoga Falls - отказан
- Сједињене Америчке Државе 25 08 1993, Pine Knob, Clarkston - отказан
- Сједињене Америчке Државе 27 08 1993, Deer Creek, Indianapolis - отказан
- Сједињене Америчке Државе 28 08 1993, Riverport, St. Louis - отказан
- Сједињене Америчке Државе 29 08 1993, Sandstone, Bonner Springs - отказан

### Европа

#### Италија
- Италија 24 09 1993, Palaghiaccio, Rome
- Италија 25 09 1993, Palasport, Forli
- Италија 26 09 1993, Palatrussardi, Milan
- Италија 27 09 1993, Palasport, Torino

#### Аустрија
- Аустрија 29 09 1993, Sporthalle, Villach

#### Немачка
- Немачка 01 10 1993, Sporthalle, Schwerin
- Немачка 02 10 1993, Ostseehalle, Kiel
- Немачка 03 10 1993, Festhalle, Frankfurt
- Немачка 04 10 1993, Grugahalle, Essen
- Немачка 06 10 1993, Wesser Ems Halle, Oldenburg
- Немачка 07 10 1993, Deutschlandhalle, Berlin
- Немачка 08 10 1993, Alsterdorfer Sporthalle, Hamburg
- Немачка 10 10 1993, Sporthalle, Cologne
- Немачка 11 10 1993, Eissporthalle, Memmingen
- Немачка 13 10 1993, Frankenhalle, Nurnburg
- Немачка 14 10 1993, Olympiahalle, Munchen
- Немачка 15 10 1993, Maimarkthalle, Mannheim
- Немачка 16 10 1993, Schleyerhalle, Stuttgart

#### Француска
- Француска 18 10 1993, Le Zenith, Nancy
- Француска 19 10 1993, Le Zenith, Paris

#### Швајцарска
- Швајцарска 21 10 1993, Hallenstadion, Zurich
- Швајцарска 22 10 1993, Patinoire De Malley, Lausanne

#### Шпанија
- Шпанија 23 10 1993, Palau dels esports, Barcelona - отказан
- Шпанија 24 10 1993, Velodromo Anceta, San Sebastian - отказан

#### Аустрија
- Аустрија 26 10 1993, Olympiahalle, Innsbruck
- Аустрија 27 10 1993, Stadthalle, Wien
- Аустрија 29 10 1993, Jubilaumshalle, Wels

#### Чешка Република
- Чешка Република 30 10 1993, Sportovni Hala, Prague

#### Пољска
- Пољска 31 10 1993, Zabrze Sport Hall, Katowice

#### Белгија
- Белгија 02 11 1993, Vorst Nationaal, Brussels

#### Холандија
- Холандија 03 11 1993, Ahoy, Rotterdam

#### Уједињено Краљевство
- Уједињено Краљевство 05 11 1993, Labatts Apollo, Manchester
- Уједињено Краљевство 07 11 1993, Brixton Academy, London
- Уједињено Краљевство 08 11 1993, Brixton Academy, London
- Уједињено Краљевство 09 11 1993, NEC, Birmingham

#### Данска
- Данска 12 11 1993, Valbyhallen, Copenhagen

#### Шведска
- Шведска 13 11 1993, Isstadion, Stockholm

#### Норвешка
- Норвешка 15 11 1993, Spektrum, Oslo

#### Финска
- Финска 17 11 1993, Isshallen, Helsinki

## Списак песама (Setlist)
- Highway Star
- Black Night
  - Superstar
  - Long Live Rock n' Roll (Rainbow)
- Strange Kind Of Woman
- Talk About Love
- A Twist In The Tale
- Perfect Strangers
- The Mule
- Beethoven
  - Rat Bat Blue riff
  - Beethoven's Song Of Joy (aka Difficult To Cure)
  - Keyboard solo
  - Holst's The Planets: Jupiter
  - Beethoven's Für Elise
  - Mozart's Eine Kleine Nachtmusik
- Knocking At Your Back Door
  - Knees Up Mother Brown instrumental
- Anyone's Daughter
  - Over The Rainbow instrumental
- Child In Time
- Anya
  - Teddy Bears Picnic instrumental
  - Gates Of Babylon (Rainbow) instrumental
  - Catch The Rainbow (Rainbow) instrumental
- The Battle Rages On
- Lazy
  - Drum solo

- Мешавина:
  - Space Truckin'
    - In The Hall Of The Mountain King (part of intro)

  - Woman From Tokyo
  - Paint It Black (The Rolling Stones)
  - Speed King
    - Hadyn's String Quartet in C (German National Anthem)
    - Rule Brittania instrumental
    - Teddy Bear's Picnic instrumental
    - Burn instrumental
    - The Happy Wanderer instrumental

  - Hush
  - Smoke On The Water
    - In The Hall Of The Mountain King

## Постава
- Ијан Гилан - вокали
- Ричи Блекмор - гитара
- Џон Лорд - хармон органа, клавијатуре
- Роџер Главер - бас
- Ијан Пејс - бубњеви